# IMV Donau
L'IMV Donau est une fourgonnette de moyennes dimensions produite par le constructeur yougoslave IMV - Industrija Motornih Vozil à la suite d'un accord de cession de licence avec le groupe allemand Auto Union et la marque DKW en 1958, peu  avant la faillite et le rachat de DKW par Mercedes-Benz. 

## Histoire

### En Yougoslavie
En 1958, le groupe allemand Auto Union - DKW négocie un accord de cession de licence avec la société yougoslave Moto montaža qui sera renommée, en 1959, IMV - Industrija Motornih Vozil (littéralement usine de production de véhicules à moteur) pour assembler localement en CKD dans son usine de Novo Mesto en Slovénie la fourgonnette DKW F89L/52. À partir de 1961, un second accord est signé qui prévoit que DKW fournira uniquement la partie mécanique du "DKW F800/3" que IMV montera sur un nouveau véhicule, de sa conception et nommé IMV Donau. 
L'IMV Donau 1000 présenté et commercialisé en 1962, est notablement différent du modèle de base DKW dans toute sa partie carrosserie. S'inspirant largement du fourgon Fiat 1100T produit sous licence par l'autre constructeur yougoslave Zastava implanté à Kragujevac en Serbie produisant des automobiles, utilitaires et camions Fiat sous licence, il se voulait de ligne moderne simple et carrée avec de grandes portières offrant un accès des plus aisés pour les personnes et le chargement à l'arrière, un peu comme le DKW F1000L due à l'italien Carrozzeria Fissore. La partie mécanique était celle du DKW 800/3, le même moteur tri-cylindres de 981 cm3 développant 40 Ch. Malgré sa faible puissance, le fourgon IMV Donau 1000 pouvait atteindre la vitesse de 100 / 105 km/h. Pour éviter la concurrence avec le fourgon DKW F1000 L produit en Espagne par IMOSA sous licence DKW, la licence délivrée à IMV limitait sa commercialisation aux pays de l'Est et accessoirement à l'Autriche. Le Donau 1000 équipé du moteur DKW 2 temps sera produit jusqu'en 1967. 
À cette époque, le groupe Auto Union qui avait été racheté par Daimler AG en 1959 est revendu à Volkswagen en 1964. Volkswagen a décidé de ne plus fabriquer de moteurs 2 temps à partir de 1966 car trop obsolètes. Une fois le stock épuisé, dès 1968, le fourgon IMV Donau 1000 est équipé d'un moteur essence d'origine Renault, un moteur classique à 4 temps de 1.647 cm3. En 1968, la production d'un fourgon similaire appelé IMV 1600 avait commencé et l'ancien fourgon fut renommé IMV 1200.
La production du modèle Donau 1000 avec le moteur DKW 2 temps a été de 4.600 exemplaires selon les archives DKW sur la fourniture de moteurs à son partenaire yougoslave. On ne connait pas la production des autres modèles.
La production du modèle Donau prend définitivement fin en 1972.